# Őszentsége

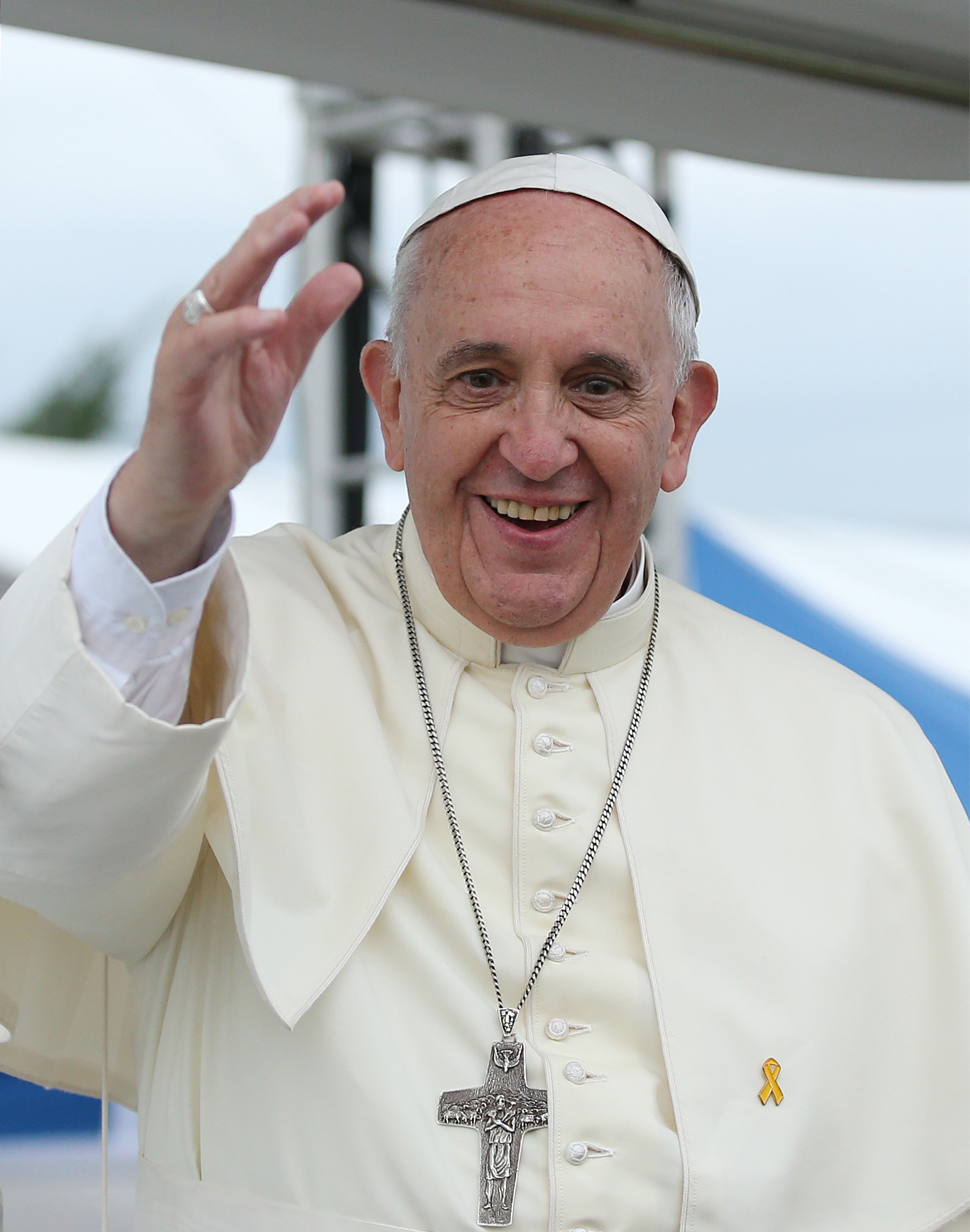
Ferenc pápa

Az őszentsége cím hivatalos megszólítás, amelyet több vallási hagyomány vezetői használnak. A római katolikus pápát illetik ezzel a címmel, amelynek használata több száz évre visszavezethető. Emellett az ortodox pátriárkák hivatalos megszólítása is, valamint az iszlám, a buddhizmus és a bon vallási vezetői is használják.

## Kereszténység

### Katolikus egyház
Őszentsége (Latin: Sanctitas) a római katolikus pápa megszólításának hivatalos stílusa.
A ritkán használt teljes pápai cím a következő:
Őszentsége (Ferenc), Róma püspöke, Jézus Krisztus helytartója, az Apostolok Fejedelmének utódja, az Egyetemes Egyház legfőbb pápája, a Nyugat pátriárkája, Itália prímása, a Római Tartomány érseke és metropolitája, a Vatikánváros Állam szuverénje, Isten szolgáinak szolgája.
XVI. Benedek elhagyta a Nyugat pátriárkája címet.
2013 februárjában a Szentszék bejelentette, hogy XVI. Benedek pápa lemondott és emeritus pápa lett, de megtartja a „Őszentsége” megszólítást.

### Keleti ortodox egyházak
Az őszentsége megszólítást több keleti ortodox vezető is használja:
- Kopt pápa
- Moszkvai pátriárka
- Konstantinápolyi pátriárka
- Alexandriai pátriárka
- Egész Bulgária pátriárkája
- Keleti egyház pátriárkája
- Szír pátriárka
- Minden örmény pátriárkája

## Iszlám
Az iszlámban is több vallási vezető használja a megszólítást.
- a mindenkori Da'i al-Mutlaq
- a mindenkori Ahmadiyya Caliph

## Fordítás
Ez a szócikk részben vagy egészben  a   Holiness (style) című angol Wikipédia-szócikk ezen változatának fordításán alapul.  Az eredeti cikk szerkesztőit annak laptörténete sorolja fel. Ez a jelzés csupán a megfogalmazás eredetét és a szerzői jogokat jelzi, nem szolgál a cikkben szereplő információk forrásmegjelöléseként.